# Pargny-sur-Saulx
Pargny-sur-Saulx – miejscowość i gmina we Francji, w regionie Grand Est, w departamencie Marna.
Według danych na rok 1990 gminę zamieszkiwały 2 333 osoby, a gęstość zaludnienia wynosiła 188 osób/km².